# Empetraceae
Famille
Classification APG III (2009)
Les Empétracées sont une famille de plantes à fleurs dicotylédones de l'ordre des Ericales. Selon Watson & Dallwitz, elle comporte une vingtaine d'espèces réparties en 3 genres :
- Ceratiola, Michx.
- Corema, D. Don
- Empetrum, L.

Ce sont de petits arbustes des zones froides à tempérées des hémisphères nord et sud.
En classification phylogénétique, cette famille n'existe plus, elle est incorporée aux Éricacées.